# Leptosiaphos dungeri
Leptosiaphos dungeri — вид сцинкоподібних ящірок родини сцинкових (Scincidae). Мешкає в Нігерії і Камеруну.

## Поширення і екологія
Leptosiaphos dungeri мешкають у високогірних саванах на плато Джос в центральній Нігерії та, ймовірно, на плато Амадауа в Камеруні.